# شهرداری دوجران
شهرداری دوجران (به لاتین: Dojran Municipality) یک منطقهٔ مسکونی در مقدونیه شمالی است که در مقدونیه شمالی واقع شده‌است. شهرداری دوجران ۱۲۹٫۱۶ کیلومتر مربع مساحت و ۳٬۴۲۶ نفر جمعیت دارد.